# オテル・メザラ

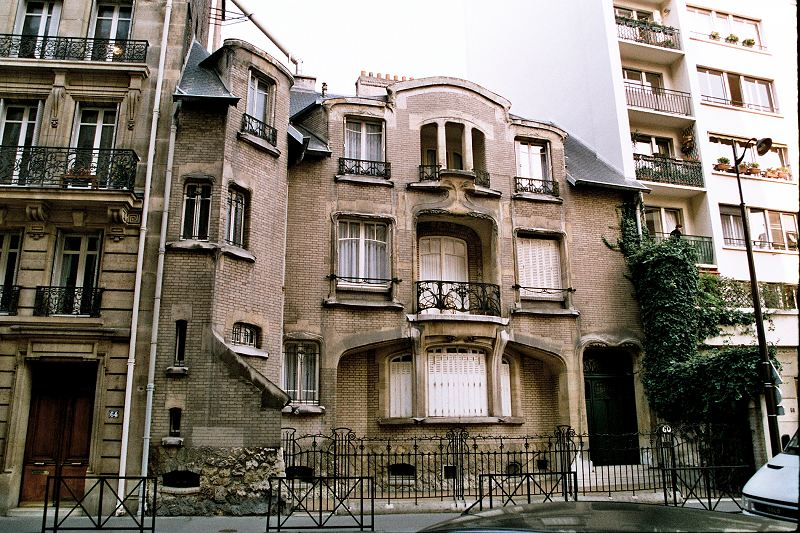
Hôtel Mezzara

オテル・メザラ(メザラ館、Hôtel Mezzara)は、パリ16区のラ・フォンテーヌ通りにある建築物で、アール・ヌーヴォー建築の旗手、エクトール・ギマールの代表作である。これは高層アパートの立ち並ぶパリの街中では珍しい3階建ての戸建住宅で、もともと1階の半分ほどは施主のタペストリーの店舗であった。
瀟洒な形をした鋳鉄フェンスや手摺、バルコニーを中心に左右に並べられた曲線を持つ窓など、裏庭側も含めて外観表現は比較的おとなしいデザインとなっている。そんななか、1階中央ホールはひょうたん形の大天窓、ゆったりと渦を巻く鉄製の階段、優雅な曲線のステンドグラスなど、アール・ヌーヴォーの特徴が随所に見られる。